# Október 20.
Október 20. az év 293. (szökőévben 294.) napja a Gergely-naptár szerint. Az évből még 72 nap van hátra.
Névnapok: Vendel + Artemon, Artúr, Aurélián, Cintia, Citta, Délia, Gyoma, Hont, Irén, Iringó, Kleopátra, Saul, Szindi, Szintia, Vendelina, Vitális

## Események
- 1295 – Lodomér esztergomi érsek kiközösítéssel fenyegeti meg a budai káptalan vámszedését akadályozó budai polgárokat.
- 1686 – I. zentai csata valahol a mai Oromhegyes (Csákó-halom) környékén.  Ennek köszönhetjük Szeged török uralom alóli felszabadulását.
- 1740 – Megkezdődik az osztrák örökösödési háború, VI. Károly német-római császár (III. Károly néven magyar király) halálát követően.
- 1849 – A délelőtti órákban az Újépület mögötti Fa téren (ma: Mezőgazdasági Minisztérium környéke) a császári hadbíróság ítélete alapján kivégzik a lengyel Mieczysław Woroniecki herceg honvéd alezredest, a német Peter Giron honvéd alezredest, valamint a szintén lengyel Karol Gustaw d’Abancourt de Franqueville honvéd századost.
- 1860 – Ferenc József császár kiadja az októberi diplomának nevezett osztrák államtörvényt,[1] amely megnöveli az Osztrák Császárság egyes területeinek autonómiáját.
- 1875 – Tisza Kálmán alakít kormányt.
- 1887 – Budapest székesfőváros vezetősége döntést hoz a Fővárosi Múzeum megalapításáról (helye 1899-től a városligeti Műcsarnok épülete, első kiállítása 1907-ben).
- 1900 – Átadják a pesti Duna-parti villamosvonalat az akkor épülő Erzsébet híd hídfője és az Akadémia tér között.
- 1919 – A magyarpárti szlovének demonstrációt tartanak a Vendvidék Magyarország mellett tartásáért.
- 1921 – IV. Károly magyar király (a trónfosztott I. Károly osztrák császár) másodszor is visszatér Magyarországra, és megkísérli visszaszerezni trónját, sikertelenül.
- 1944 – Amerikai csapatok, MacArthur tábornok parancsnoksága alatt partra szállnak a Fülöp-szigeteken (Leyte szigetén).
- 1949 – Megjelenik a Nők Lapja első száma.
- 1950 – A koreai háborúban Douglas MacArthur tábornok csapatai elfoglalják Phenjant.
- 1956 – A Magyar Néphadseregben bevezetik a szigorított hadműveleti szolgálatot; azonban ezt másnap visszavonják.
- 1974 – Izgatás vádjával őrizetbe veszik Konrád Györgyöt és Szelényi Ivánt „Az értelmiség útja az osztályhatalomhoz” című könyvük megírásáért.
- 1977 – A reformpolitikához való óvatos visszatérésről határoz az MSZMP KB-a.
- 1995 – Nagy-Britannia, Franciaország és az USA aláírják azt az egyezményt, amelyben betiltják a Csendes-óceán térségében végzett nukleáris kísérleteket.
- 2002 – Hat települést (kb. 6000 főnyi lakossággal) átcsatolnak Veszprém megyéből Győr-Moson-Sopron megyébe.
- 2018 – A Lehet Más a Politika (LMP) tisztújító kongresszusán kétharmados támogatottsággal Demeter Mártát választják meg Keresztes László Lóránt mellé társelnöknek.[2]

### Sportesemények
Formula–1
- 1991 –  japán nagydíj, Suzuka – Győztes: Gerhard Berger (McLaren Honda)

## Születések
- 1496 – Claude de Guise a Guise-ház alapítója, Guise első hercege, kiváló francia hadvezér († 1550)
- 1554 – Balassi Bálint magyar költő, katonatiszt († 1594)
- 1632 – Sir Christopher Wren angol műépítész, matematikus, csillagász († 1723)
- 1684 – Maria Barbara Bach Johann Michael Bach lánya, Johann Sebastian Bach első felesége († 1720)
- 1809 – Horváth Mihály történetíró († 1878)
- 1819 – Báb vallási vezető († 1850)
- 1820 – Kazinczy Lajos honvéd ezredes, aradi vértanú († 1849)
- 1840 – Böckh János geológus, bányamérnök, az MTA tagja, a Magyar Királyi Földtani Intézet igazgatója († 1909).
- 1854 – Arthur Rimbaud francia szimbolista költő († 1891)
- 1857 – Tóth Béla újságíró, filológus, a magyar szállóige- és anekdotakincs kutatója († 1907)
- 1874 – Biró Zoltán magyar erdőmérnök, miniszteri tanácsos, felsőházi tag († 1954)
- 1878 – Barta Lajos Kossuth-díjas író, újságíró († 1964)
- 1882 – Lugosi Béla (er. Blaskó Béla Ferenc Dezső) magyar származású amerikai filmszínész, "Drakula" alakítója († 1956)
- 1887 – Farkas István magyar festőművész († 1944)
- 1890 – Bocsáry Kálmán magyar ügyvéd, országgyűlési képviselő († 1969)
- 1891 – James Chadwick Nobel-díjas angol fizikus, a neutron felfedezője († 1974)
- 1895 – Réthy Zoltán magyar orvos, szakíró, irodalomszervező († 1977)
- 1905 – Arnold Luhaäär észt súlyemelő († 1965)
- 1908 – Chris Summers brit autóversenyző († 1970)
- 1917 – Gajdos Tibor magyar író († 1997)
- 1921 – Manuel "Manny" Mayulo amerikai autóversenyző († 1955)
- 1926 – Berényi Ottó magyar színész  († 2015)
- 1928 – Adamik Zoltán magyar atléta († 1992)
- 1934 – Timothy West brit színész († 2024)
- 1935 – Jerry Orbach amerikai színész († 2004)
- 1935 – Szuhay Balázs magyar színész, parodista († 2001)
- 1937 – Wanda Jackson amerikai rock and roll énekesnő
- 1949 – Csajághy Béla magyar bábművész
- 1949 – Katona János magyar színművész, humorista († 2015)
- 1953 – Katona Klári magyar énekesnő
- 1954 – Lukácsi József magyar színész
- 1956
  - Németh Alajos magyar basszusgitáros, zeneszerző
  - Danny Boyle angol színház- és Oscar-díjas filmrendező, filmproducer
- 1958 – Viggo Mortensen dán származású amerikai színész
- 1962 – Szenes Andrea magyar újságíró, műsorvezető, pszichológus, producer, dalszerző
- 1964 – Kamala Harris amerikai politikus, az Amerikai Egyesült Államok 49. alelnöke
- 1971 – Snoop Dogg amerikai rapper
- 1977 – Sam Witwer amerikai színész, szinkronszínész
- 1981 – Stefan Nystrand svéd úszó
- 1983 – Alim Gadanov orosz cselgáncsozó[3]
- 1989 – Yanina Wickmayer belga teniszező
- 1992 – Kszenia Szemenova orosz tornász
- 1992 – Kristian Ipsen amerikai műugró
- 2001 – Paige Bueckers amerikai kosárlabdázó

## Halálozások
- 1740 – VI. Károly német-római császár, III. Károly néven magyar király, II. Károly néven cseh király (* 1685)
- 1796 – Dayka Gábor magyar költő, pap, tanár (* 1769)
- 1849
  - Karol Gustaw d’Abancourt de Franqueville lengyel nemes, honvéd százados, az 1848–49-es szabadságharc vértanúja (* 1811)
  - Peter Giron honvéd ezredes, a magyarországi német légió parancsnoka, az 1848–49-es szabadságharc vértanúja (* 1809)
  - Mieczysław Woroniecki lengyel herceg, katona, a magyarok oldalán az 1848–49-es szabadságharc vértanúja (* 1825)
- 1873 – Adelburg Ágost lovag, zeneszerző, hegedűművész (* 1830)
- 1899 – Halas Simon magyar rabbi (* 1856)
- 1900 – Naim Frashëri albán költő, író, műfordító, az „albán Petőfi” (* 1846)
- 1922 – Gróf Burián István magyar diplomata, politikus, az Osztrák–Magyar Monarchia közös külügy- és pénzügyminisztere (* 1851)
- 1935 – Rákosi Szidi magyar színésznő, színészpedagógus (* 1852)
- 1942 – Gyomlay Gyula magyar klasszika-filológus, bizantinológus, az MTA tagja (* 1861)
- 1962 – Paul Armagnac francia autóversenyző (* 1924)
- 1964 – Herbert Hoover, az Amerikai Egyesült Államok 23. elnöke, hivatalban 1929–1933-ig (* 1874)
- 1965 – Adler Miklós (Cvi Adler) zsidó szárm. festőművész, grafikus (* 1909)
- 1977 – Ronnie Van Zant a Lynyrd Skynyrd frontembere amerikai (* 1948)
- 1978 – Gunnar Nilsson svéd autóversenyző (* 1948)
- 1982 – Gáll István Kossuth- és József Attila-díjas magyar író, költő  (* 1931)
- 1983 – Kézdi Árpád építőmérnök, az MTA tagja, a talajmechanika és a geotechnika kiemelkedő tudósa (* 1919)
- 1984 – Paul Dirac Nobel-díjas brit fizikus (* 1902)
- 1987 – Sulyok Mária (er. Szautner Mária) Kossuth-díjas magyar színésznő (* 1908)
- 1987 – Andrej Nyikolajevics Kolmogorov orosz-szovjet matematikus (* 1903)
- 1989 – Anthony Quayle angol színész (* 1913)
- 1994 – Giacomo Rossi Stuart olasz színész (* 1925)
- 1994 – Burt Lancaster Oscar-díjas amerikai színész (* 1913)
- 1999 – Kistétényi Melinda magyar orgonaművész (* 1926)
- 2002 – Bernard Fresson francia színész (Szerelmem, Hirosima) (* 1931)
- 2008 – Buss Gyula magyar színművész (* 1927)
- 2009 – Dargay Attila magyar rajzfilmrendező, képregényrajzoló (* 1927)
- 2011 – Moammer Kadhafi ezredes, líbiai diktátor (* 1942)
- 2012 – Edward Donnall Thomas amerikai orvos, rákkutató, a csontvelő-átültetés kifejlesztéséért 1990-ben Nobel-díjat kapott (* 1920)
- 2013 – Jovanka Broz, Josip Broz Tito felesége (* 1924)
- 2013 – Nagy Imre olimpiai bajnok (1960) magyar öttusázó (* 1933)
- 2014 – Szentmihályi Szabó Péter József Attila-díjas magyar költő, műfordító (* 1945)
- 2014 – Lilli Carati olasz színésznő (* 1956)
- 2016 – Tabei Dzsunko japán hegymászónő, az első nő, aki feljutott a Mount Everest csúcsára (* 1939)
- 2021 – Csíkszentmihályi Mihály Széchenyi-díjas amerikai-magyar pszichológus (* 1934)

## Nemzeti ünnepek, emléknapok, világnapok
- A légiforgalmi irányítók és a biztonságos repülés világnapja
- Statisztikai világnap minden ötödik évben, először 2010-ben ünnepelték meg
- A csontritkulás világnapja
- Szent Vendel napja – Szent Vendel a jószágtartó gazdák, pásztorok, juhászok védőszentje
- A szolgálat közben elhunyt mozdonyvezetők emléknapja